# Jaspi de Tortosa
El jaspi de Tortosa, jaspi de la Cinta o pedra de la Cinta és una pedra calcària dura amb colors molt vius d'una gamà cromàtica que va des del groc dominant fins al violeta dominant. El violeta dominant és el més apreciat en totes les èpoques, tot i que també s'han utilitzat el vermellós característic. La facilitat per esquerdar-se dificulta el treball de l'artesà; per això augmenta el valor de les peces elaborades amb aquest material. L'aparença és la d'un jaspejat, com un brocat. A Itàlia és conegut com a broccatello di Spagna, a causa de la seva similitud amb els teixits de brocats.
Les pedreres d'on s'extrau són al sud de la ciutat de Tortosa.
A Espanya va utilitzar-se, entre d'altres, a la catedral de Barcelona, al pati dels Tarongers del Palau de la Generalitat de Catalunya, a les catedrals de Tortosa i de Tarragona, en portalades del Palau de la Generalitat Valenciana, a la Basílica del Pilar de Saragossa o al Monestir d'El Escorial.

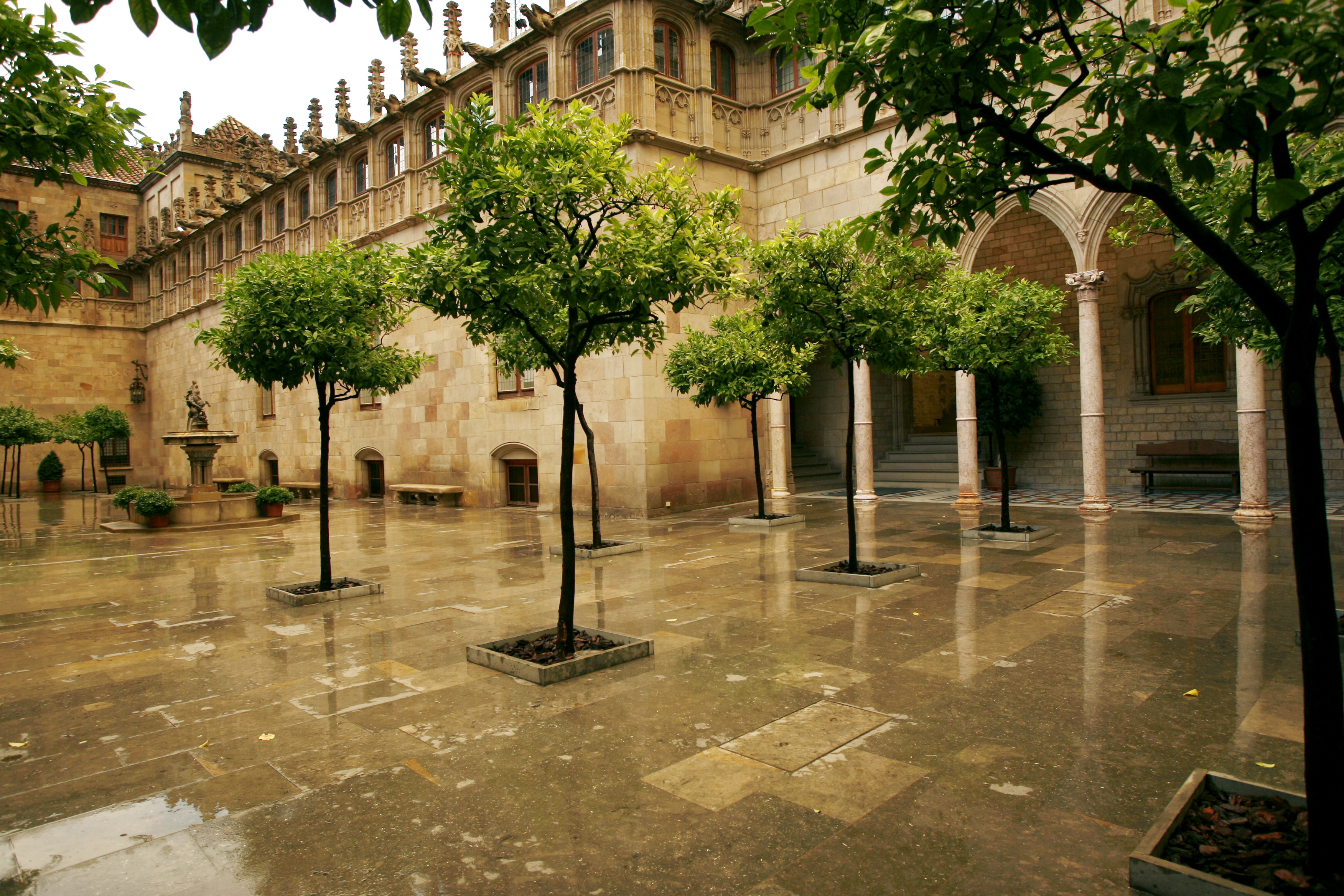
Vista del pati dels tarongers amb les columnes de jaspi.
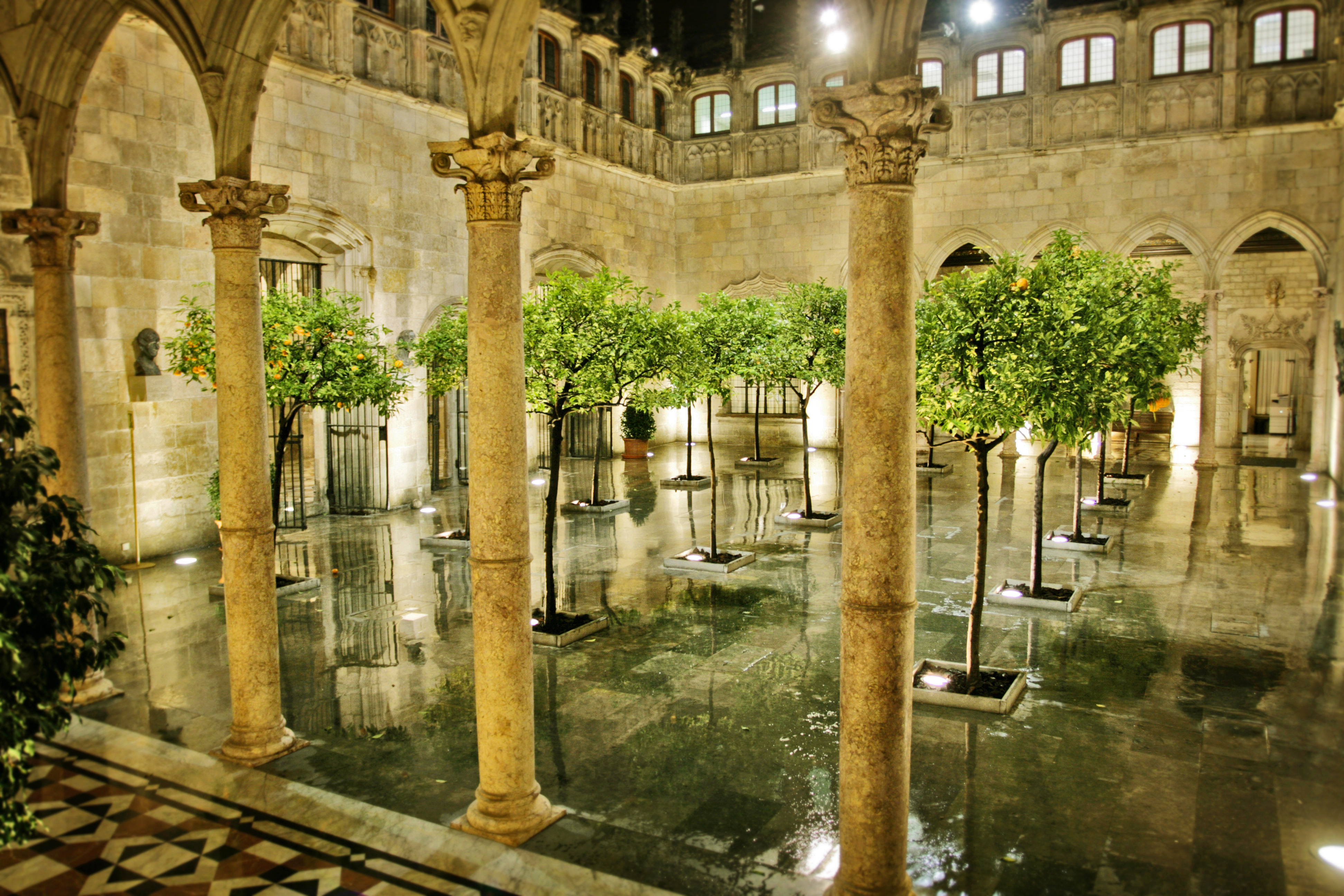
Unes de les columnes de jaspi de Tortosa al pati dels tarongers.
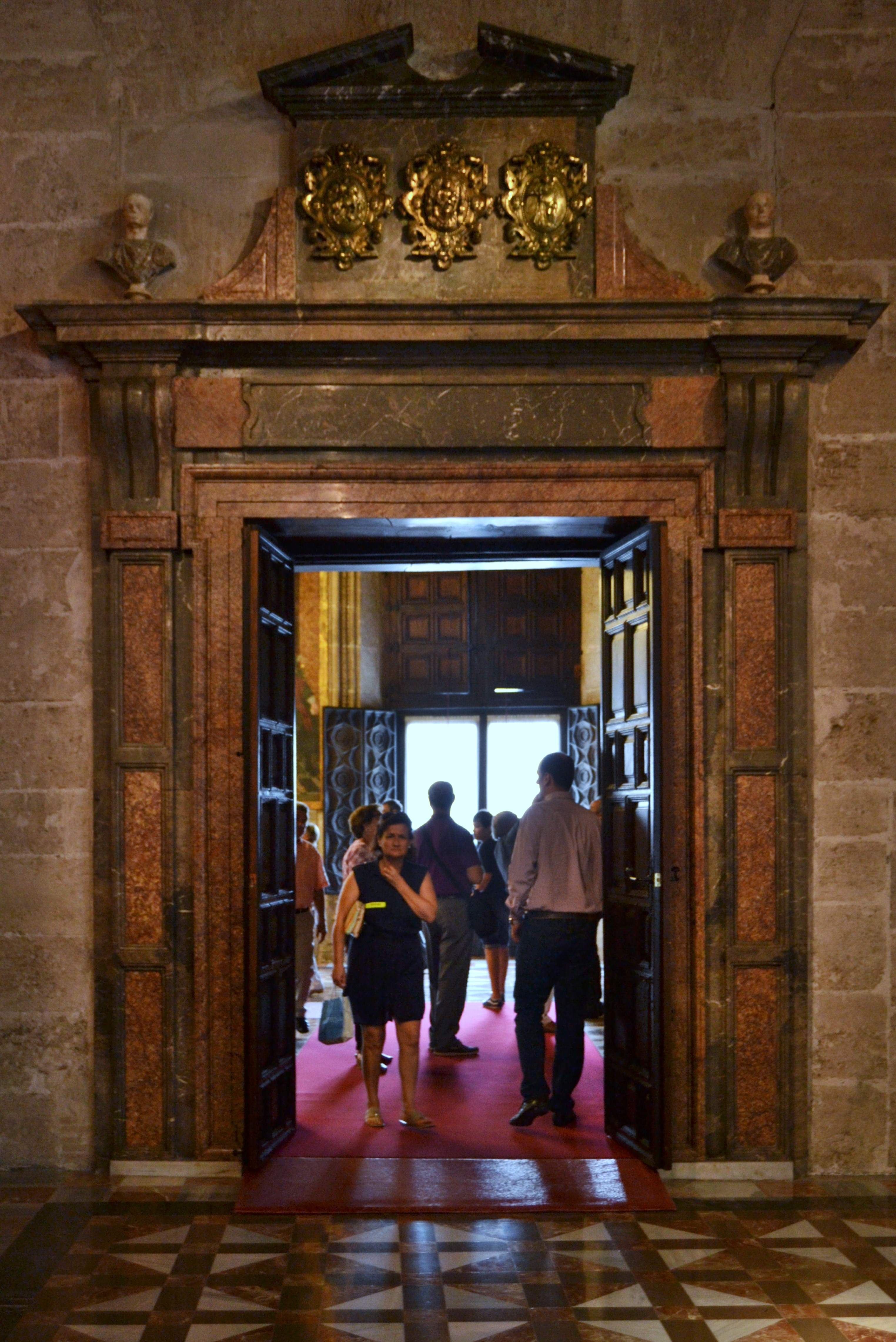
Portalada al Palau de la Generalitat Valenciana.
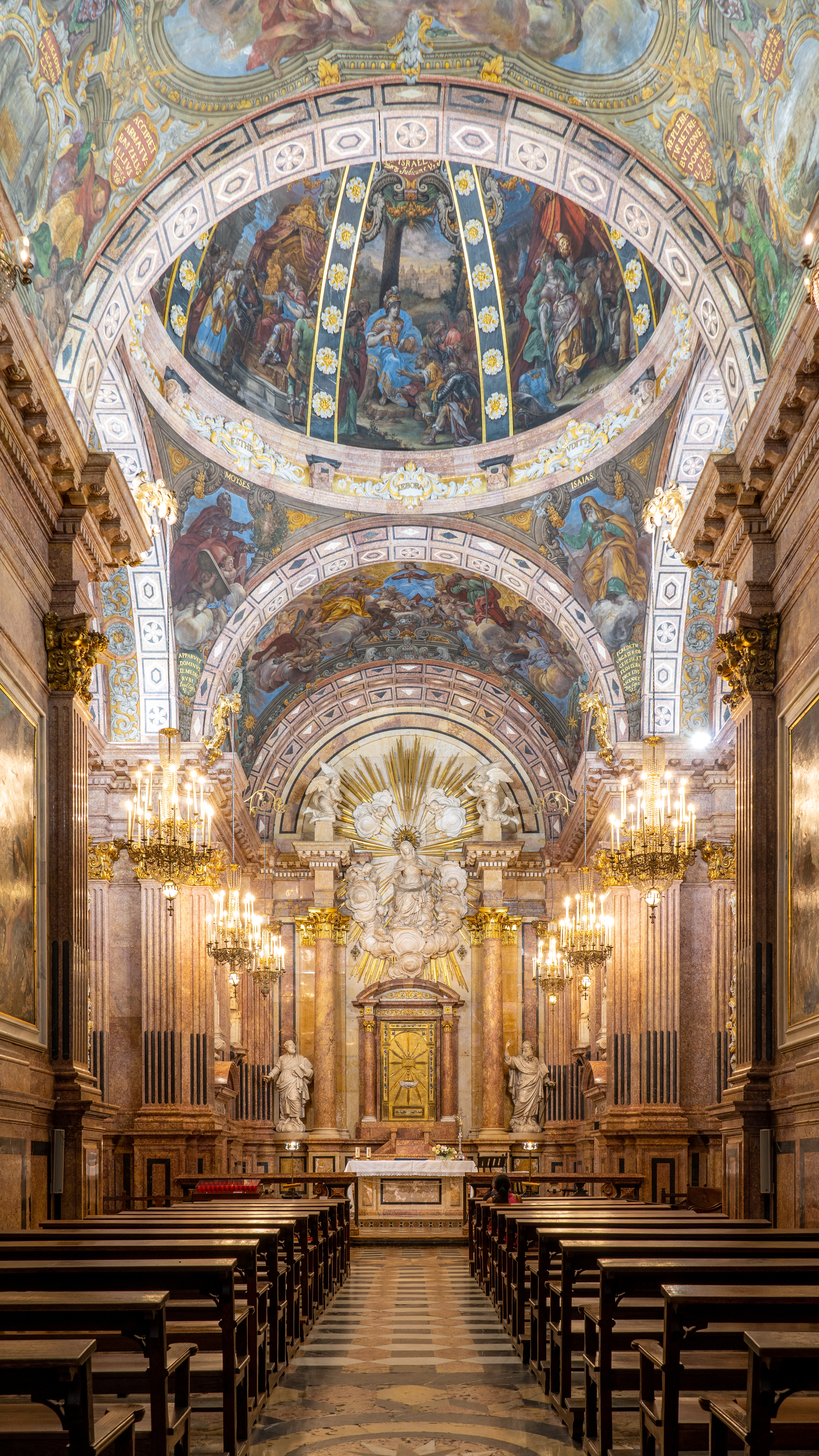
Capella de la Verge de la Cinta (catedral-basílica de Tortosa)
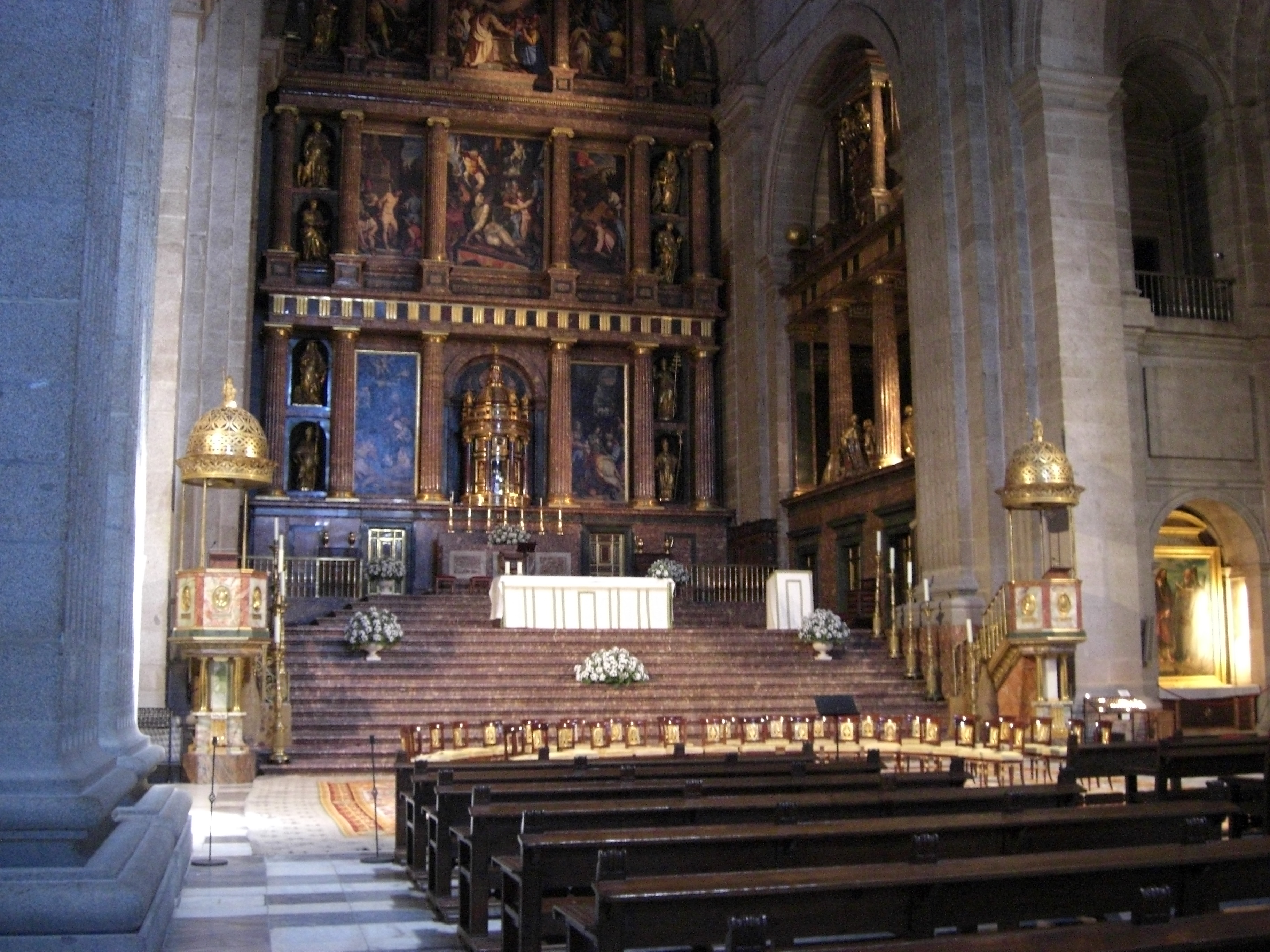
Retaule major de la Basílica de San Lorenzo de El Escorial.
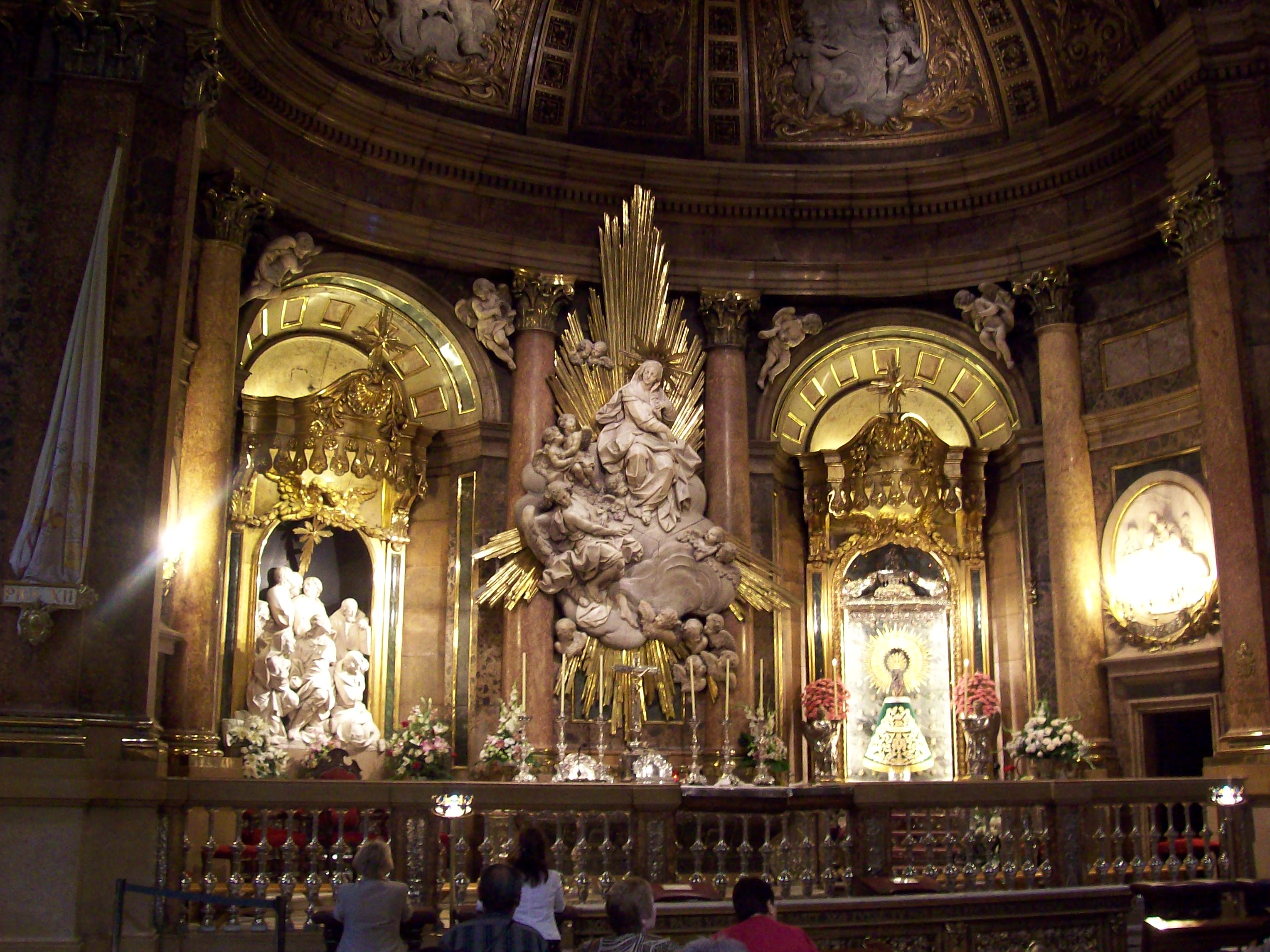
Capella de la Verge del Pilar (Saragossa).
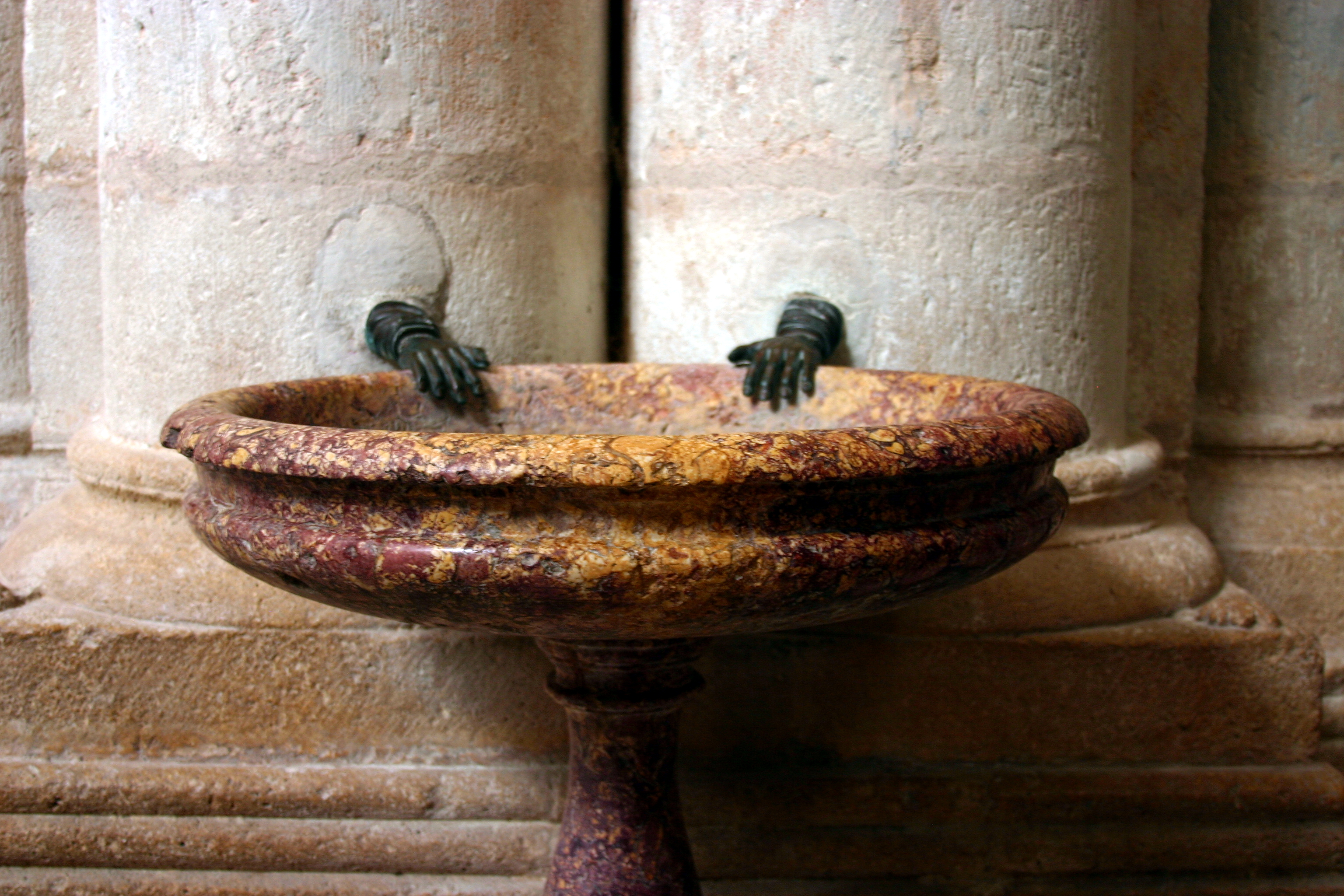
Pica de la catedral de Tarragona.